# Museo Peru Harri
El Museo de la Piedra es un espacio abierto, un parque escultórico musealizado abierto en 2009 y dedicado a la piedra dentro el municipio navarro de Leitza creado por Iñaki Perurena famoso levantador de piedra (harrijasotzaile), además de escritor y actor.

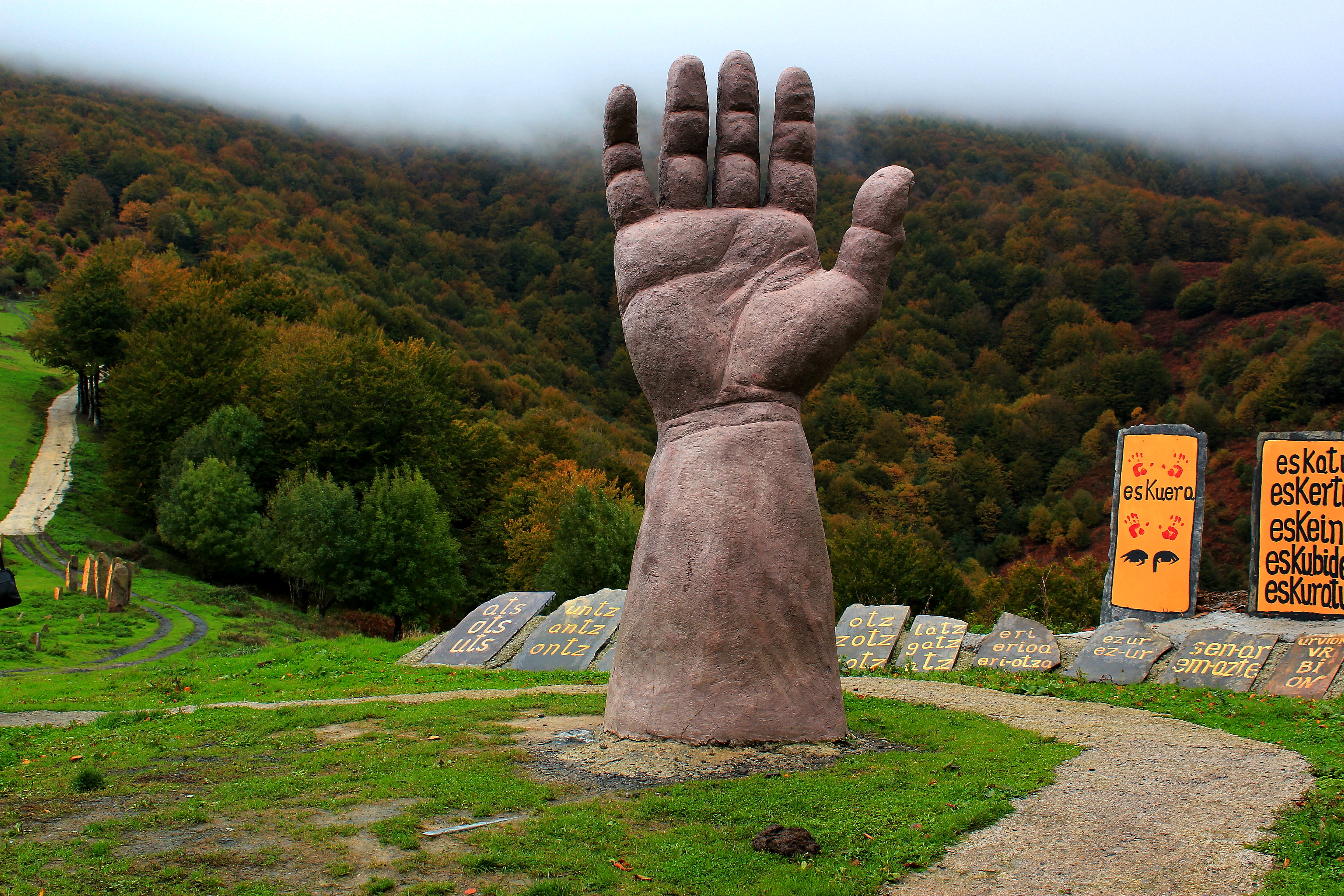

## Ubicación
Se encuentra a 2 kilómetros del casco urbano de la localidad, siguiendo la carretera NA-1700 que se dirige a Huici. Los dedos de una mano indican el cruce que conduce a este lugar. Para llegar, se pasa bajo un arco de piedra caliza situado en la entrada.

## Parque
Es un lugar donde confluyen piedras, retos, historia y mitología vasca.
Con este museo, Iñaki y su hijo Inaxio quisieron explicar la historia y la cultura vasca a través de la piedra. Por un lado, a través de esculturas al aire libre de gran formato, entre ellas el cantero gigante, una impresionante escultura de 8 metros de altura y 40 tn de peso. Por otro lado, en el interior del caserío de piedra y madera de tres pisos, se exhiben fotos, ropa utilizada en la práctica deportiva con la piedra, recuerdos y sobre todo, las piedras que utilizó y recolectó. Hay piedras de diferentes tipos, formas, tamaños y pesos, cada una con su propia historia.
La mejor manera de visitar este museo de los Perurena es mediante una visita guiada, pero, a diferencia de otros museos que cuentan con guías regulares, en este la propia familia ejerce de recepcionista y guía al mismo tiempo, especialmente tanto Maite Zubitur, esposa de Iñaki, como la hija de ambos y hermana de Inaxio, Maite.

## Visitas
- Durante todo el año, todos los días, es imprescindible cita previa.
- Visita guiada: la posibilidad de ser guiado por el propio Iñaki Perurena.